# استیو هوکر
استیو هوکر (انگلیسی: Steve Hooker؛ زادهٔ ۱۶ ژوئیهٔ ۱۹۸۲) ورزشکار دو و میدانی پرش با نیزه اهل استرالیا است.